# Michael Tippett
Sir Michael Kemp Tippett (Londra, 2 gennaio 1905 – Londra, 8 gennaio 1998) è stato un compositore britannico, che venne insignito dell'Ordine dell'Impero Britannico, per meriti artistici, dalla regina Elisabetta II d'Inghilterra.

## Biografia
Tippett nacque a Londra da una famiglia originaria di Inghilterra e Cornovaglia. Sua madre era una suffragetta ed egli era cugino della leader delle suffragette Charlotte Despard.
I suoi genitori, dopo aver perso la gestione di un albergo nel sud della Francia, decisero comunque di stabilirsi lì. Tippett e suo fratello rimasero in Inghilterra a studiare. Successivamente passò al Fettes College di Edimburgo, ma a seguito di alcune brutte esperienze personali si trasferì alla Stamford School. Questa circostanza, insieme alla scoperta di essere omosessuale, portarono Michael a vivere una giovinezza solitaria e molto stressante. Nonostante egli abbia rivelato subito le sue tendenze sessuali, sembra che abbia cominciato molto presto ad avere delle strane sensazioni che vennero poi trasfuse nelle sue composizioni. Prima di arrivare a Stamford, Michael non aveva avuto alcun contatto con la musica né aveva studiato specificamente alcuna materia che avesse attinenza con essa. Egli disse poi che mentre era a Stamford seguì delle lezioni di pianoforte ed ebbe modo di assistere ad un concerto diretto da Malcolm Sargent. Fu a quel punto che decise di diventare un compositore, senza sapere che cosa volesse dire e che cosa fare per diventarlo.
Si iscrisse quindi al Royal College of Music, dove studiò composizione con Charles Wood e C.H.Kitson, e il precedente studio del contrappunto ebbe una notevole influenza sul suo futuro stile compositivo. Molte delle sue opere, nonostante le sonorità molto complesse, sono essenzialmente contrappuntistiche. Al Royal College of Music studiò anche direzione d'orchestra con Adrian Boult e Malcolm Sargent. Negli anni venti, vivendo nel Surrey, si impegnò nella direzione di coro|cori dilettantistici e dirigendo in teatri d'opera locali. Successivamente cominciò ad insegnare al Morley College.
Diversamente dai suoi contemporanei William Walton e Benjamin Britten, Tippett iniziò tardi a comporre e fu severamente critico sulle sue prime composizioni. All'età di trent'anni studiò contrappunto e fuga con Reginald Owen Morris. Le sue prime composizioni mature, mostrano quanto lo avessero affascinato queste tecniche compositive.
Ex membro del partito comunista, nel 1953 uscì da esso per entrare nel partito trotskista.
Dalla metà degli anni sessanta alla fine degli anni settanta fu in rapporto con la Leicestershire Schools Symphony Orchestra, dirigendola regolarmente nelle sue esibizioni nel Regno Unito e nel resto d'Europa. Questo suo impegno fece sì che l'orchestra raggiungesse una qualità superiore ed egli portò il gruppo a creare un repertorio costituito quasi esclusivamente di musiche scritte da compositori del XX secolo. Fra i compositori le cui musiche erano eseguite si possono citare Gustav Holst, Charles Ives, Gershwin, Hindemith e molti altri compositori britannici. Sotto la sua direzione, l'orchestra, normalmente formata da ragazzi fra i 14 ed i 18 anni, suonò spesso per i concerti della BBC ed effettuò diverse registrazioni discografiche. Molti solisti inglesi ebbero le loro prime esperienze esecutive con l'orchestra diretta da Tippett.
Egli fu nominato baronetto nel 1966, ed insignito dell'Ordine dell'Impero Britannico nel 1983. Tippett continuò a comporre e dirigere anche in età avanzata e la sua opera New Year venne rappresentata per la prima volta nel 1989. Quindi compose Byzantium, un pezzo per soprano e orchestra eseguito nel 1991. La sua autobiografia, Those Twentieth Century Blues venne pubblicata nel 1991. Nel 1992 fu la volta di un quartetto d'archi. Nel 1995 il suo novantesimo compleanno venne celebrato con un evento speciale in Gran Bretagna, Stati Uniti e Canada, con la rappresentazione della sua ultima opera The Rose Lake.
Nel 1996, Tippett si trasferì dal Wiltshire a Londra. Nel 1997, mentre era a Stoccolma per una retrospettiva sulla sua produzione musicale, si ammalò di polmonite. Fece ritorno a casa dove morì nei primi giorni di gennaio del 1998.

## Musica
Tippett fu considerato da molti una figura minore nel panorama della musica britannica. Forse per la sua obiezione di coscienza durante la seconda guerra mondiale o per la sua omosessualità dichiarata. Il suo pacifismo e l'obiezione di coscienza gli crearono seri problemi nel corso della seconda guerra mondiale. Nel 1943, al culmine della guerra, venne chiamato davanti ai giudici e, vista la sua persistenza nell'obiezione di coscienza, condannato ai lavori agricoli in una fattoria. Poiché egli non diede seguito alla sentenza venne imprigionato per tre mesi.
Per molti anni la sua musica, scritta per voce ed orchestra, fu considerata sgradevole e quindi difficile da eseguire. Essendo un intellettuale egli mantenne molteplici interessi in letteratura e filosofia di altri paesi anche molto lontani dalla sua cultura, cosa non comune fra i compositori britannici suoi contemporanei. I libretti delle sue opere, talvolta cavillosi, riflettevano il suo interesse appassionato nei dilemmi della società umana e la forza durevole dello spirito umano.
Tippett non fu un compositore molto prolifico. Le sue opere, composte con grande lentezza, consistono in cinque quartetti d'archi, quattro concerti, quattro sinfonie, cinque opere e un piccolo numero di lavori vocali o corali. Questo composizioni possono essere catalogate in quattro distinti periodi. Il primo, dal 1935 al 1947, comprende i primi tre quartetti, il Concerto per doppia orchestra d'archi, l'oratorio A Child of Our Time (composto su suo stesso libretto dietro incoraggiamento di Thomas Stearns Eliot ed eseguito per la prima volta dal Morley College Choir) e la prima sinfonia. Questo periodo è caratterizzato da una strenua energia contrappuntistica su lenti movimenti lirici. Il secondo periodo, dal 1947 alla fine degli anni cinquanta, comprende l'opera The Midsummer Marriage, la Fantasia Concertante on a Theme of Corelli, il concerto per pianoforte, e la seconda sinfonia; questo periodo è caratterizzato da ricche tessiture e effervescenti melodie. Il terzo periodo, dagli anni sessanta agli anni settanta, vede una scrittura estremamente scarna caratterizzata da linee schematiche e semplicità di tessiture come nell'opera King Priam, il Concerto for Orchestra e la seconda sonata per pianoforte. Il quarto periodo è costituito da una ricca miscela di tutti gli stili precedenti, usando temi di altri compositori fra cui Ludwig van Beethoven e Modest Musorgskij. I lavori principali di questo periodo sono la terza sinfonia, le opere The Ice Break e New Year, ed il grande lavoro corale The Mask of Time.

## Opere

### Opere liriche
- The Midsummer Marriage (opera, 1946-52)
- King Priam (opera, 1958-61)
- The Knot Garden (opera, 1965-70) Opera in 3 atti e 8 dissoluzioni, libretto del compositore. Nel 1970 Colin Davis (direttore d'orchestra) diresse la première nel Royal Opera House, Covent Garden di Londra con Josephine Barstow.
- The Ice Break (opera, 1975-76)
- New Year (opera in 3 atti, libretto del compositore, 1989 al Houston Grand Opera)

### Opere orchestrali
- Sinfonie
  - Sinfonia n. 1 (1944-45)
  - Sinfonia n. 2 (1956-57)
  - Sinfonia n. 3 (1970-72)
  - Sinfonia n. 4 (1976-77)
- Concerto per doppia Orchestra d'archi (1938-39)
- Suite in re (scritta per il compleanno del Principe Carlo, 1948)
- Fantasia Concertante su un tema di Corelli (orchestra d'archi, 1953)
- Divertimento on Sellinger's Round (orchestra da camera, 1953-54)
- Concerto per Orchestra (1962-63)
- The Rose Lake (1991-93)

### Concerti
- Fantasia su un tema di Händel (piano e orchestra, 1939-41)
- Piano Concerto (1953-55)
- Triplo Concerto (violino, viola, violoncello e orchestra, 1978-79)

### Opere corali e vocali
- A Child of Our Time (oratorio, 1939-41)
- The Heart's Assurance (tenore e piano, 1951, prima ad opera di Benjamin Britten e Peter Pears)
- Crown of the Year (cantata, 1958)
- Songs for Ariel (voce e piano, 1962)
- Songs for Achilles (tenore e chitarra, legato a King Priam)
- The Vision of St Augustine (baritono, coro e orchestra, 1963-65)
- The Shires Suite (orchestra e coro, 1965-70 scritto per la Leicestershire Schools Symphony Orchestra)
- Songs for Dov (tenore e orchestra da camera, 1970, legato a The Knot Garden)
- The Mask of Time (oratorio, 1980-82) diretta nel 1984 da Colin Davis (direttore d'orchestra) nella Symphony Hall di Boston.
- Byzantium (soprano e orchestra, 1988-90)
- Magnificat and Nunc Dimittis St John's College, Cambridge (coro e organo, 1961)
- Dance, Clarion Air (Madrigale per cinque voci)

### Musica da camera
- Quartetti
  - String Quartet No. 1 (1934-35, revisionato nel 1943)
  - String Quartet No. 2 in Fa diesis (1941-42)
  - String Quartet No. 3 (1945-46)
  - String Quartet No. 4 (1977-78)
  - String Quartet No. 5 (1990-91)
- Sonate per pianoforte
  - Piano Sonata No. 1 (1936-37, revisionata nel 1942 e 1954), originariamente intitolata Fantasy Sonata
  - Piano Sonata No. 2 (1962)
  - Piano Sonata No. 3 (1972-73)
  - Piano Sonata No. 4 (1983-84)
- Sonata per quattro corni (1955)
- The Blue Guitar (sonata per chitarra, 1982-83)
- Preludio al Vespro di Monteverdi (assolo d'organo, 1946)

### Composizioni per banda
- Praeludium (ottoni, campane e percussioni, 1962)

## Editoria musicale
- A child of our time, oratorio per soli (SATB), coro e orchestra, partitura da studio, Eulenburg, ISMN M-2002-2356-9, ISBN 978-3-7957-6727-3, ETP 8053

### Video
- Tippett rehearsing the Leicestershire Schools Symphony Orchestra in the Ritual Dances, su youtube.com.
- Tippett rehearsing the Leicestershire Schools Symphony Orchestra in Cockaigne, su youtube.com.
- Tippett rehearsing the Leicestershire Schools Symphony Orchestra in Suite in D and Nimrod, su youtube.com.
- Tippett rehearsing the Leicestershire Schools Symphony Orchestra in Putnam's Camp, su youtube.com.
- Brief interview with Tippett about his work with the Leicestershire Schools Symphony Orchestra, su youtube.com.

| Controllo di autorità | VIAF (EN) 69117009 · ISNI (EN) 0000 0004 5789 9969 · SBN RAVV015705 · Europeana agent/base/147405 · LCCN (EN) n50011869 · GND (DE) 118802348 · BNE (ES) XX1136979 (data) · BNF (FR) cb13900464g (data) · J9U (EN, HE) 987007301578705171 · NDL (EN, JA) 01036953 · CONOR.SI (SL) 256837475 |